# 黄荣 (1911年)
黄荣（1911年4月—2012年9月6日），原名黄树荣，男，壮族，广西巴马人，中华人民共和国政治人物。

## 生平
早年参加百色起义，并任红七军军长张云逸的警卫员。后随部转移中央苏区，并参加长征，期间担任红四方面军二局队长。抗日战争期间，担任新四军二师通讯大队长兼政委，新四军军部通讯总队副总队长。第二次国共内战期间，改任华东通讯学校校长，华东电信工程学校校长兼政委，华东电信管理局副局长兼上海电信局长。
中华人民共和国成立后，担任广西省交通厅厅长兼邮电管理局局长。1958年，升任广西工交办公室主任，后兼任广西农业机械局局长。1979年，任广西壮族自治区人大常委会主任。
1985年，离职休养。2012年9月6日10时46分在南宁逝世，终年102岁。